# 院庁
院庁（いんのちょう）は、日本の古代・中世において、院政を布いた上皇直属のなえまたままたは女院の所務・雑務を処理した機関。院庁の実務は院司が担当した。

## 院政の院庁
平安時代前期ごろから、上皇を院号で呼称することが見られるようになったが、院と呼ばれた上皇の所務・雑務を取り仕切るために、上皇直属の官庁・舎人・雑色などが充てられていた。他の皇族や有力貴族と同様に、これらの舎人らを中心として上皇の家政機関が構築されていた。上皇の家政機関が文書を発給することもあったが、ほとんどが雑事に係る案件であった。この家政機関が院庁と呼ばれていた。院庁の語の初見は、宇多院の時にさかのぼる。
平安時代後期に白河上皇が治天の君（事実上の君主）として君臨し、政務にあたる院政が開始すると、院庁は、治天の政治意思を表明・具現化するための重要な政務機関へと変貌した。治天の政治意思は、院庁が発給する院庁下文・院庁牒・院宣などによって実現されていった。従来、太政官の左右弁官局・外記局が、天皇の詔勅や太政官符を発給する枢要機関として重要視されていたが、院政の開始後は、院庁がそれらの機関に取って代わったのである。院庁は当初、上皇の家政機関のみを意味していたが、治天の政務機関全般を意味するようになった（広義の院庁）。白河院の元での発足当初は院庁の人事も摂政藤原師実に委ねられたが、後に院が自身で任命することとなった。
院庁には院司が所属した。院司は、実務能力が高く、受領の実績を積んだ中流貴族が任命されていた。これにより、摂関家を中心とする上流貴族の政治的影響力が低下することとなった。さらに、院司を含む中流貴族の中からは、治天の側近となって権勢をふるう者も現れた。これを院の近臣という。院の近臣は厳密には院庁の構成員ではなかったが、政治意思決定に参与していた点から見れば、院の近臣も広義の院庁を形成していたと言える。また、院庁の警備を名目として、北面武士と西面武士が置かれたが、これにより治天は独自の軍事力を保有することができた。
院庁は、白河院～後鳥羽院の院政最盛期を経て、室町時代前期に院政が実質を持たなくなるまで、朝廷（中央政府）の重要な政務機関として機能し続けた。

## 女院の院庁
平安中期に女院の制度が確立すると、上皇にならって、女院の家政機関である院庁が置かれるようになった。平安後期に院政が開始すると、治天の君へ非常に多数の荘園が寄進された。そして、治天は女院へ厖大な荘園群を相続させたが、実際にこれら荘園群の運営管理にあたったのが、女院の院庁（女院庁）である。女院領荘園に関する案件を中心に、女院庁からも院庁下文・院宣が発給されている。